# Motorway M90
La motorway M90 è un'autostrada del Regno Unito che collega Edimburgo a Perth. L'autostrada è lunga 48,3 km.

## Percorso
|      |                                                                              |                                                                       |        |                |  |
| Tipo | Direzione                                                                    | Direzione                                                             | Uscita | Strada europea |  |
|      | Edimburgo                                                                    | Perth                                                                 |        |                |  |
|      | Edinburgh                                                                    |                                                                       |        |                |  |
|      |                                                                              | Riverside Road                                                        |        |                |  |
|      | Kirkliston                                                                   |                                                                       |        |                |  |
|      |                                                                              | South Queensferry B924, Dalmeny                                       |        |                |  |
|      | Glasgow (M8), Airport (A8), City Bypass (A720) M9                            |                                                                       |        |                |  |
|      | Linlithgow, Stirling (M9), Bo'ness A904, Queensferry (B907), Kirkliston B800 |                                                                       |        |                |  |
|      | Rosyth Europarc, Inverkeithing, North Queensferry B981                       |                                                                       |        |                |  |
|      | Dalgety Bay, Inverkeithing A921, Kincardine A985                             | Dalgety Bay, Inverkeithing A921, Kincardine A985                      | 1      |                |  |
|      | Dunfermline, Rosyth A823(M)                                                  | Dunfermline A823(M)                                                   | 2      |                |  |
|      |                                                                              | Glenrothes, Kirkcaldy (A92)                                           | 2A     |                |  |
|      | Kirkcaldy, Glenrothes A92, Dunfermline A907                                  | Dunfermline A907, A92                                                 | 3      |                |  |
|      | Kelty A909, Dollar B914                                                      | Kelty A909, Dollar B914                                               | 4      |                |  |
|      | Crook of Devon, Glenrothes B9097                                             | Crook of Devon, Glenrothes B9097                                      | 5      |                |  |
|      | Kinross A922, Kincardine A977, area di servizio "Kinross"                    | Kinross, Milnathort A922, Kincardine A977, area di servizio "Kinross" | 6      |                |  |
|      | Milnathort, Stirling A91                                                     |                                                                       | 7      |                |  |
|      |                                                                              | St Andrews, Glenfarg A91                                              | 8      |                |  |
|      | Bridge of Earn, Glenfarg, Cupar A912                                         | Bridge of Earn, Newburgh A912                                         | 9      |                |  |
|      | Stirling, Glasgow, Crianlarich, Inverness (A9)                               | Stirling, Crianlarich, Inverness (A9), Perth (A912)                   | 10     |                |  |
|      | Perth, Coupar Angus, Blairgowrie, Braemar A85                                | Perth, Coupar Angus, Blairgowrie, Braemar A85                         | 11     |                |  |